# پیتویکام (آریزونا)
پیتویکام (به انگلیسی: Pitoikam) یک منطقهٔ مسکونی در ایالات متحده آمریکا است که در آریزونا واقع شده است. پیتویکام  ۹۳۵ متر بالاتر از سطح دریا واقع شده است.